# Вітні Маєрс
Вітні Маєрс (англ. Whitney Myers, 8 вересня 1984) — американська плавчиня.
Переможниця Пантихоокеанського чемпіонату з плавання 2006 року.